# Ticio Escobar
Luis María Escobar Argaña (Asunción, 9 de febrero de 1947), más conocido como Ticio Escobar, es un crítico de arte, curador, abogado, filósofo, escritor y gestor cultural paraguayo. Fue ministro de Cultura desde 2008 hasta su renuncia en 2012 durante el gobierno de Fernando Lugo. Es miembro de la Academia Nacional de Bellas Artes desde 1998.

## Biografía
Escobar nació el 9 de febrero de 1947 en Asunción, Departamento Central, Paraguay. Su padre fue Jorge H. Escobar, jurista, y su madre es María Rosalba Argaña Ferraro. Se graduó en derecho en 1970 y obtuvo una maestría en filosofía en 1974, ambos por la Universidad Católica de Asunción. Fue director del Museo de Arte Indígena y del Centro de Artes Visuales de Asunción hasta 2008, donde desempeñó un papel fundamental en la preservación y promoción del arte indígena. Entre 1992 y 1996, ocupó el cargo de director del Departamento de Cultura de la Municipalidad de Asunción, impulsando diversos proyectos culturales en la capital paraguaya.
Fue presidente del Capítulo Paraguayo de la Asociación Internacional de Críticos de Arte y miembro del claustro del doctorado en Filosofía (PhD.), con mención en estética y teoría del arte, de la Universidad de Chile. En el ámbito legislativo, fue el autor de la ley nacional de cultura del Paraguay (Ley Escobar 3051/06), una legislación clave para el desarrollo de la cultura en el país. Participó como jurado en los Premios Konex Mercosur 2002: Artes Visuales de la Fundación Konex.
Su obra se centra en el análisis del arte, la cultura y la política, con especial énfasis en las expresiones artísticas indígenas y populares de Paraguay. Ha realizado aportes al estudio del arte indígena, cuestionando las categorías occidentales del arte y explorando los vínculos entre estética, mito y ritual.
Estuvo preso cinco veces bajo la dictadura de Stroessner,  por defender los derechos humanos de los pueblos indígenas de Paraguay.

## Publicaciones
A lo largo de su trayectoria ha publicado varias obras, entre ellas:
- Una interpretación de las artes visuales en el Paraguay. Dos tomos, Colección de las Américas. Asunción, 1982 y 1984.(Reedición, edit. Servilibro, Asunción, 2008).[9]
- El mito del arte y el mito del pueblo. RP edic. y Museo del Barro. Asunción, 1986. (Reedición: edit. Metales Pesados, Santiago de Chile, 2008)[9]
- Misión: etnocidio. Comisión de Solidaridad con los Pueblos Indígenas, Asunción, 1988.[9]
- Textos varios sobre Cultura, Transición y Modernidad. Agencia Española de Cooperación Internacional, Asunción,1992.
- La belleza de los otros (arte indígena del Paraguay). RP y Museo del Barro, Asunción, 1993.[9]
- Sobre Cultura y Mercosur. ed., Don Bosco Ñandutí vive. Asunción, 1995.[9]
- El arte en los tiempos globales, ed., Don Bosco. Asunción, 1997.[8]
- La maldición de Nemur. Acerca del arte, el mito y el ritual de los indígenas ishir del Gran Chaco Paraguayo. Centro de Artes Visuales-Museo del Barro. Asunción, 1999. (Reediciones: Universidad de Murcia y de Pittsburgh, 2007).[8]
- El arte fuera de sí. Centro de Artes Visuales-Museo del Barro, Fondec, Asunción, 2004.[9]
- La mínima distancia, ed., Matanzas, La Habana, 2010.

## Honores
En 1984, recibió el Premio Crítico Latinoamericano del Año otorgado por la sección argentina de la Asociación Internacional de Críticos de Arte. En 1991, obtuvo el Premio Sudamérica concedido por el Centro de Estudios Históricos, Antropológicos y Sociales de Buenos Aires. En 1997, fue condecorado por el Gobierno de Brasil con la Orden de Río Branco en el grado de Comendador. En 1998, recibió la Beca Guggenheim, además de la Llave de la Ciudad de La Habana y el Premio Príncipe Claus de Países Bajos para la Cultura y el Desarrollo. En 2000, recibió el Premio Basilio Uribe a la trayectoria de crítico latinoamericano y del Caribe otorgado ex aequo por la sección argentina de la Asociación Internacional de Críticos de Arte. En 2003, fue nombrado profesor honorario del Instituto Universitario Nacional de Arte (IUNA) en Buenos Aires, República Argentina. En 2004, obtuvo el Premio Bartolomé de las Casas otorgado ex aequo por Casa de América, Madrid, por su apoyo a la cultura de los pueblos indígenas. En 2005, recibió la condecoración de la Orden de Mayo, en el grado de Oficial, otorgado por el Gobierno de Argentina. En 2009, fue distinguido como Caballero de la Orden de las Artes y las Letras de Francia. En 2013, fue reconocido como Hijo Dilecto de Asunción, y en 2015, recibió la distinción de Maestro del Arte en Paraguay.

### Doctorhonoris causa
- En 2015, obtuvo el título de doctor honoris causa por la Universidad Nacional de las Artes de Argentina.[10]
- La Universidad Nacional de Misiones, «en reconocimiento por su destacada trayectoria en la puesta en valor de las culturas latinoamericanas y en defensa de los derechos humanos», le otorgó el título de doctor honoris causa el 7 de mayo de 2018.[12]

«Sobran los motivos para reconocer a Ticio Escobar, su manera interdisciplinar, el sentido crítico en su frondosa producción, nos estimula e invita permanentemente a la reflexión, es un placer y un privilegio leerlo»
Alejandro Vila, decano de la Universidad Nacional de Rosario.

- El 19 de marzo de 2021, obtuvo el título de doctor honoris causa por la Universidad Nacional de Rosario.[13]
- El 31 de agosto de 2021, recibió el título de doctor honoris causa por la Universidad Nacional de Asunción.[14]
- El 19 de septiembre de 2023, la Universidad Nacional de Cuyo de Argentina le otorgó el título de doctor honoris causa.[15]
- El 10 de octubre de 2024, acumuló su sexto doctorado honoris causa al ser distinguido por la Universidad Nacional del Nordeste de Argentina.[16][17]